# Machinarium
Machinarium ist ein 2D-Point-and-Click-Adventure der tschechischen Entwickler Amanita Design und erschien im Oktober 2009 für Microsoft Windows, Linux und Mac OS X.

## Handlung
Auf einem fernen Maschinenplaneten findet sich der kleine Roboter Josef in Einzelteilen auf einem Schrottplatz außerhalb von Machinarium City wieder. Nachdem er seine fehlenden Teile gefunden und sich zusammengebaut hat, führt ihn seine Reise zurück in die Stadt. Auf der Suche nach der Antwort, was geschehen ist, kommt er den Vorbereitungen eines Bombenanschlags auf die Spur. Eine bösartige Roboterbruderschaft sorgt in der ganzen Stadt für Unheil und plant den Turm des Bürgermeisters in der Mitte der Stadt zu zerstören. Josef kann dies in der letzten Sekunde verhindern und findet gleichzeitig seine große Roboter-Liebe Berta wieder.

## Spielprinzip und Technik
Zu Beginn des Abenteuers werden die grundlegenden Elemente der Steuerung von Josef in der jeweiligen Sprache erklärt. Das Spiel verzichtet weitgehend auf das klassische Interface eines Adventures. Die Steuerung ist dabei auf Josefs Fähigkeiten ausgelegt, sich stauchen und strecken zu können. Machinarium verzichtet weiterhin komplett auf Sprache. Einzig einige im Spiel vorkommende Ölbehälter sind in englischer Sprache mit Oil beschriftet. Dialoge mit den Stadtbewohnern finden mit Gestik, Geräuschen und einfach gezeichneten Trickfilm-Sequenzen statt, die in einer Gedankenblase gezeigt werden.
Das Spiel ist ursprünglich vollständig in Adobe Flash umgesetzt worden. Für die Definitive Edition, die 2017 veröffentlicht wurde, wurde das Spiel von Grund auf neu programmiert und basiert in dieser neuen Version auf einer proprietären DirectX-Engine. Die PC-Version der Definitive Edition kann auch mit einem Controller gesteuert werden.

## Produktionsnotizen

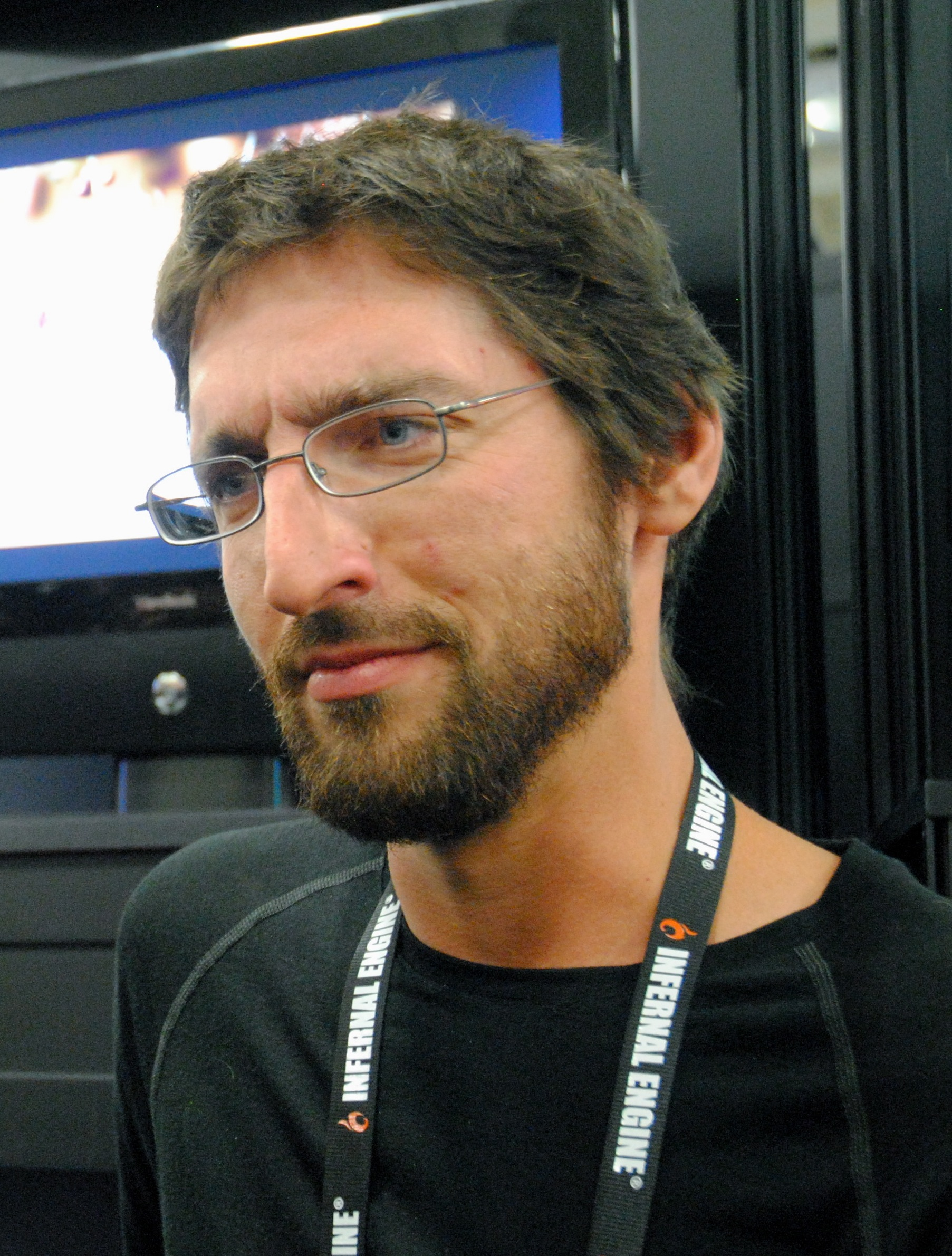
Jakub Dvorský, Designer von Machinarium

2013 wurde das Spiel in einer überarbeiteten Version für die tragbare Handheld-Konsole PlayStation Vita veröffentlicht.
Der Soundtrack zum Spiel wurde von Tomáš Dvořák (auch unter dem Pseudonym Floex bekannt) komponiert. Im Zuge der vom Entwickler initiierten Kampagne Machinarium Pirate Amnesty wurde vom Komponisten Tomáš Dvořák ein weiteres Musikstück mit dem Titel Pirate Amnesty komponiert und kostenlos angeboten. Zum zehnten Jubiläum von Machinarium erschien am 16. Oktober 2019 das Album Machinarium Remixed, welches auch als eine auf 700 Exemplare limitierte Schallplatte veröffentlicht wurde. Das Album enthält unter anderem Remixes des Minecraft-Komponisten C418 sowie einen als Titeltrack veröffentlichten Remix von The Glasshouse with Butterfly des britischen Techno-Duos Orbital.
Machinarium Original-Soundtrack
| Track# | Titel                           |
| ------ | ------------------------------- |
| 1.     | The Bottom                      |
| 2.     | The Sea                         |
| 3.     | Clockwise Operetta              |
| 4.     | Nanorobot Tune                  |
| 5.     | The Mezzanine                   |
| 6.     | Mr. Handagote                   |
| 7.     | Gameboy Tune                    |
| 8.     | The Furnace                     |
| 9.     | The Black Cap Brotherhood Theme |
| 10.    | The Prison                      |
| 11.    | The Glasshouse with Butterfly   |
| 12.    | The Castle                      |
| 13.    | The Elevator                    |
| 14.    | The End                         |

Machinarium Bonus-Soundtrack (frei verfügbar)
| Track# | Titel               |
| ------ | ------------------- |
| 1.     | The Robot Band Tune |
| 2.     | Pipe Wrench Dubstep |
| 3.     | Game In The Brain   |
| 4.     | Defusing The Bomb   |
| 5.     | By The Wall         |

### Zusatzmaterial
Der von Daedalic Entertainment vertriebenen, dinglichen Version des Spiels sind beigelegt:
- Der Soundtrack des Spiels (in Form einer Zusatz-CD)
- Ein Poster vom Cover von Machinarium sowie auf der Rückseite das Cover von Deponia.

Einige Inhalte sind auch für die Downloadversion als Downloadinhalt erhältlich.

## Rezeption

### Kritiken
Machinarium erhielt fast ausschließlich positive Bewertungen. Die Rezensionsdatenbank Metacritic aggregiert 47 Rezensionen zu einem Mittelwert von 85.
Als positiv wird vor allem das intuitive Gameplay und die schön gezeichneten Hintergründe herausgestellt. Negativ fiel dagegen die geringe Spieldauer von rund sechs Stunden auf.

„Machinarium zeigt, was für ein vergleichsweise unbekanntes Studio alles möglich ist, wenn man seiner kreativen Linie treu bleibt und eigene Welten schafft.“

„Wer also nur einen Funken Interesse daran hat, Computerspiele wirklich weiterentwickelt zu sehen (und dabei viel Spaß zu haben) […], der muss innovative Produkte wie Machinarium unterstützen. Am Ende profitieren wir alle davon.“

„Machinarium hat fast alles, um einen Adventure-Fan tüchtig zu verzaubern: originelle Puzzles, liebevolle Grafik und einen netten Helden. Doch manche Rätsel fand ich eben doch eine Spur zu knackig. […] Schade! Denn im Grunde ist Machinarium für mich ein kleiner, feiner Adventure-Geheimtipp.“

### Auszeichnungen
- 2009: Independent Games Festival – Gewinner Beste Grafik
- GameStar: GameStar für innovative Spielmechanik